# محمود حسن الديوبندي
شيخ الهند مولانا محمود حسن الديوبندي (1268 - 1339 هـ / 1851 - 1920 م) هو عالم مسلم، من أهل الهند.يلقبه أتباعه بـ «شيخ الهند» كان عالمًا في الحديث والفقه.
ولد ببلدة بریلی (الواقعة اليوم ضمن أتر برديش)، والده هو الأديب والشاعر ذو الفقار علي الديوبندي. ناضل ضد الإنكليز واعتقل من قبلهم وهجر إلى مالطة.
من آثاره ترجمة معاني القرآن الكريم إلى اللغة الأردية.